# Орліна-Дужа
Орліна-Дужа (пол. Orlina Duża) — село в Польщі, у гміні Ґізалки Плешевського повіту Великопольського воєводства.
Населення — 81 особа (2011).
У 1975-1998 роках село належало до Каліського воєводства.

## Демографія
Демографічна структура станом на 31 березня 2011 року:
|          | Загалом | Допрацездатний вік | Працездатний вік | Постпрацездатний вік |
| -------- | ------- | ------------------ | ---------------- | -------------------- |
| Чоловіки | 42      | 9                  | 28               | 5                    |
| Жінки    | 39      | 8                  | 19               | 12                   |
| Разом    | 81      | 17                 | 47               | 17                   |